# Darnac
Darnac foi uma comuna francesa na região administrativa da Nova Aquitânia, no departamento de Alto Vienne. Estendia-se por uma área de 25,93 km². Em 2010 a comuna tinha 376 habitantes (densidade: 14,5 hab./km²).
Em 1 de janeiro de 2019, passou a fazer parte da nova comuna de Val-d'Oire-et-Gartempe.